# امیل بوشه
امیل بوشه (فرانسوی: Émile Bouchès‎; ۳ ژوئیهٔ ۱۸۹۶ – ۱۲ ژوئن ۱۹۴۶) ژیمناست هنری اهل فرانسه بود.